# Тирикан
Тирикан (Тириган) — царь кутиев (гутиев), правил приблизительно в 2109 году до н. э.
Тирикан потерпел поражение от царя Урука Утухенгаля, бежал с поля боя и попытался укрыться в селении Дубрум, но был выдан жителями Утухенгалю и казнён вместе со своей женой и сыном.
Значительно более поздний источник объяснял поражение Тирикана неблагоприятным для того предзнаменованием — лунным затмением. Вероятно, речь идёт о затмении 2109 года до н. э., хотя использовать данный факт для датировки следует с осторожностью.
Царствовал Тирикан 40 дней.